# Puerto antiguo

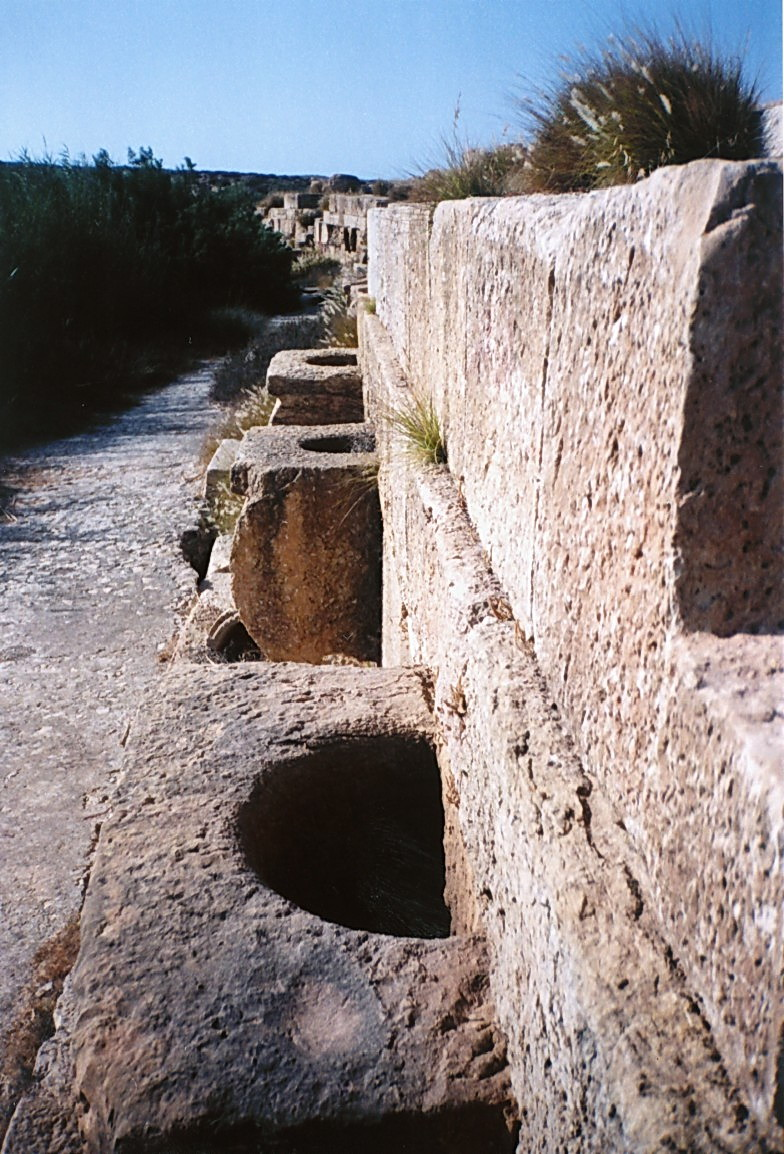
Muelle sur del puerto de Leptis Magna.

Los puertos antiguos son las primeras instalaciones portuarias aparecidas con el desarrollo de la navegación. Están documentados entre los griegos y los romanos, pero también entre los púnicos, los minoicos o el antiguo Egipto.
Según el historiador Richard Lefebvre des Noëttes, que negó cualquier posibilidad de que la antigua armada pudiera navegar lejos de la costa y tener un tonelaje de cierta importancia, durante mucho tiempo se pensó que los primeros puertos eran únicamente playas para varar los barcos y que se secaran cada noche. Muy temprano, se buscó el medio de construir refugios naturales con el fin de aumentar sus cualidades: protección contra la furia en alta mar y buena exposición al viento para facilitar la entrada y salida de los buques. Estas disposiciones naturales son por lo tanto esenciales en la elección de un sitio, como lo son las condiciones económicas —proximidad de una gran ciudad y vías terrestres o fluviales—. Además, los antiguos no dudaron en crear puertos artificiales que, con el aumento de las capacidades náuticas, respondieran a las necesidades económicas.

## Tipologías de puertos antiguos
Hay diferentes categorías de puertos en el mundo antiguo, que pueden clasificarse de acuerdo con la época de las civilizaciones, su tamaño o su función.

### Puertos griegos, púnicos y romanos

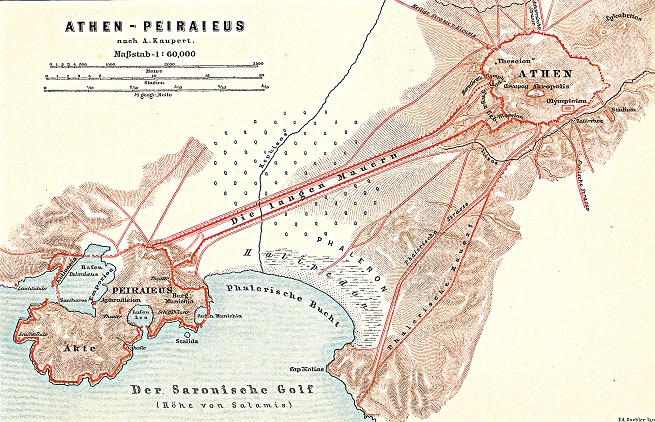
Plano de El Pireo y Atenas: el puerto, consta de tres bahías naturales aisladas, está conectado a la ciudad por una carretera protegida por los Muros Largos: una doble muralla de unos 10 km de longitud.

Se puede establer una tipología de puertos antiguos según civilizaciones:
- los puertos griegos a menudo están separados de la ciudad, ubicada a cierta distancia de la costa, como El Pireo, conectada a Atenas por los Muros Largos.
- los puertos fenicios y púnicos se construyeron como una continuación de la ciudad, cuyas murallas, a veces, se alargaron para formar un dique, como en Cartago cuya cuencas están protegidas por un imponente muro marítimo.
- los puertos romanos, que responden a una voluntad estratégica y económica, no están necesariamente cerca de una instalación urbana, como el Portus de Roma, construido en un lugar poco favorable cerca de Ostia.

### Puertos pequeños y grandes
Se pueden distinguir puertos pequeños de grandes:
- El pequeño puerto es la simple cala marina, bien protegida, con una playa cercana en la cual el barco puede anclar: puerto pesquero, puerto comercial o un simple puerto privado. Permite, gracias al cabotaje, desempeñar un papel de redistribuidor para una región enclavada, difícil de acceder por el camino de tierra. Cantidades de estos pequeños puertos tienen una actividad económica significativa, local o regional, exportando productos agrícolas y manufacturados de su interior y productos importados del mundo mediterráneo.
- Los grandes y principales puertos siguen siendo, al menos en parte, puertos artificiales, cuya construcción corresponde en cierta medida a las descripciones dadas por Vitruvio:[4] desarrollados en situaciones naturales favorables o, por el contrario, totalmente construidos. Estos puertos grandes pueden ser de múltiples cuencas o de una sola cuenca, usar la desembocadura de un río o estar ubicados directamente en la costa. Permiten el comercio a larga distancia y el transporte de grandes volúmenes. Entre estos puertos grandes, se pueden distinguir los complejos portuarios como Ostia, Pozzuoli, Cesarea de Palestina, Antioquía y Leptis Magna. Los cuatro grandes puertos del Mediterráneo antiguo son: Portus (Puerto de Claudio y Puerto de Trajano), Atenas, Alejandría y Cartago.

### Puertos militares y comerciales

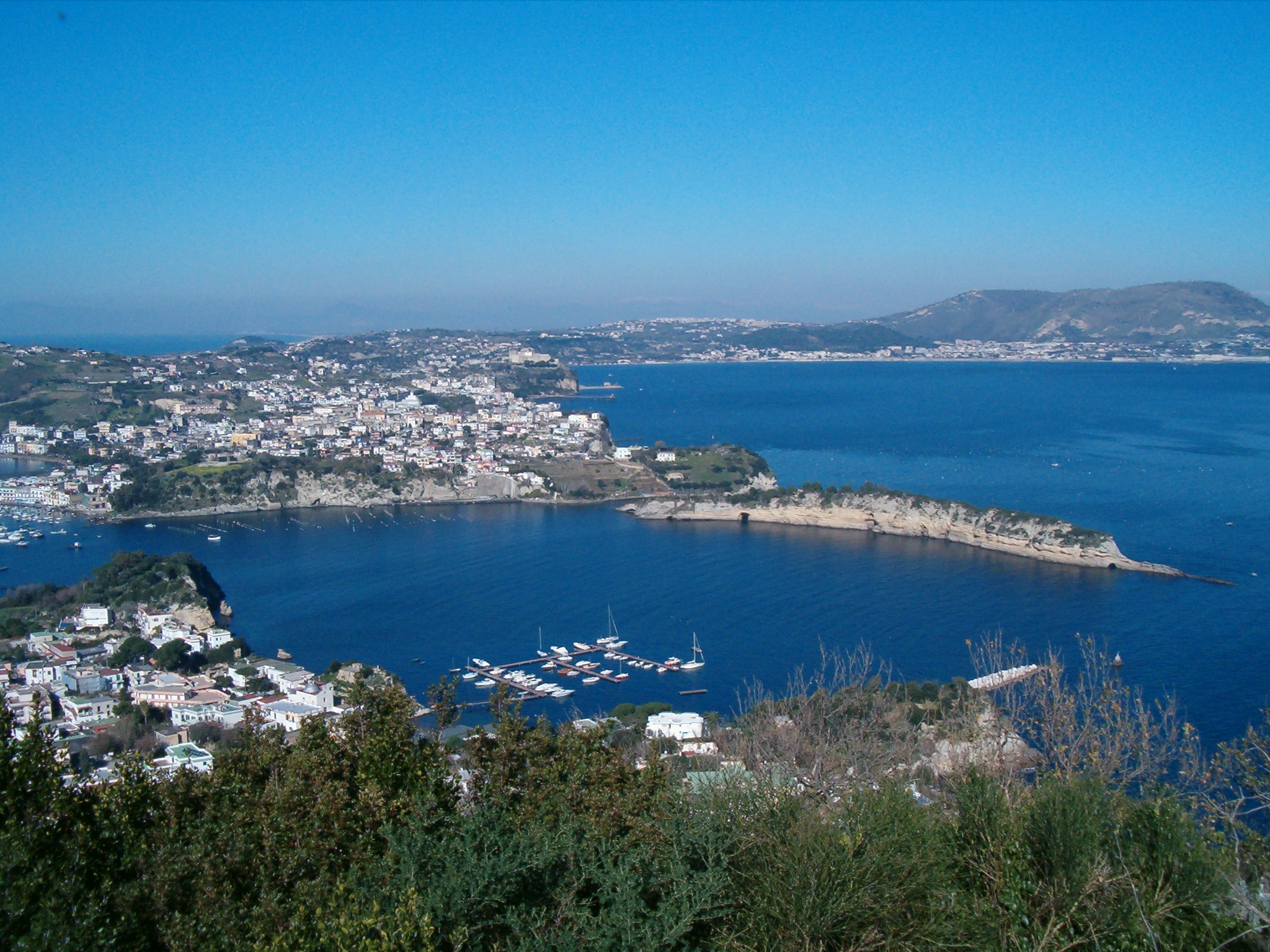
El puerto de Miseno, antiguo cráter volcánico.

Los puertos militares se pueden distinguir de los puertos comerciales, pero la mayoría de las veces, por una cuestión de costos, los puertos antiguos no podían ser únicamente «militares» —para el uso exclusivo de la flota de guerra— y por lo tanto cualquier puerto «civil», podía convertirse temporalmente en una base naval al acoger naves de combate. La creación de puertos exclusivamente militares es extremadamente raro en los tiempos antiguos y los únicos ejemplos, fuera de cualquier complejo portuario existente, son los del Cabo Miseno.

## Desarrollos portuarios
Los barcos comerciales griegos y romanos generalmente requerían un puerto equipado para poder refugiarse, hacer entregas y reparaciones durante la estación mala.

### Las cuencas
Los puertos grandes solían tener una o más cuencas:
- Los puertos con una sola cuenca son numerosos y están bien documentados: el puerto de Claudio en Ostia, el puerto de Trajano en Centumcellae el de Cesarea de Palestina, el de Leptis Magna en Tripolitania de Septimio Severo, etc. Estos puertos fueron construidos ya sea directamente en el mar, o en parte excavados tierra adentro o usando lagunas.
- Los puertos de múltiples cuencas son los más numerosos y, a menudo, los más importantes. También hay puertos con cuencas yuxtapuestas, unos que están bien protegidon por espigones,  otros más amplios y abiertos en el lado del mar y que constituyen un verdadero puerto exterior. El puerto con múltiples cuencas por excelencia es el de Alejandría, modelo de puertos, con sus radas expuestas de manera diferente a los vientos y las corrientes.
- Uno de los tipos más comunes es el puerto península, natural o artificial, como el puerto de El Pireo, que se construyó al sur de la península Calcídica en el sitio del Monte Athos.

### Rompeolas y embarcaderos muelles
Se requieren rompeolas, embarcaderos y muelles para facilitar el transbordo seguro de mercancías en la costa.
- Los rompeolas reducen los riesgos asociados con la agitación causada por el oleaje en el mar, permitiendo ganar tiempo. Los puertos pequeños a menudo se componen de un rompeolas único, orientado al viento predominante en el área y que se extiende mar adentro más allá de los límites costeros de la costa. Pero un rompeolas único proporciona una seguridad relativa durante las operaciones de carga y descarga, y los puertos más grandes tienen por lo tanto varios que delimitan un refugio seguro para los buques.
- Independientemente del tipo de puerto, la construcción de plataformas es necesaria porque es imposible atracar en la playa un gran buque de carga de varios cientos de toneladas y el transbordo en el mar es largo, costoso y peligroso. Construido a partir de los rompeolas, el muelle está formado por una pared sólida o un muelle de espigones, cuyo propósito es permitir el amarre de embarcaciones más grandes a la vez que proporciona espacio para el manejo de la carga. El muelle se puede construir en el interior del rompeolas. También puede ser de doble cara en el medio del puerto: entonces se llama embarcadero.

### Otras instalaciones portuarias

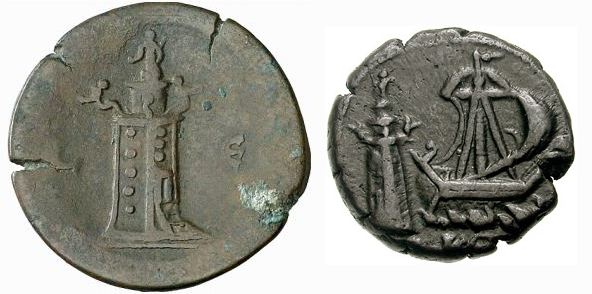
Monedas de bronce acuñadas en Alejandría bajo Antonino Pío y Cómodo.

Muchas instalaciones son esenciales para el buen funcionamiento de las actividades portuarias. En el mundo romano, había puertos donde los almacenes, a veces podían estar especializados para diversos productos, una capitanía portuaria y edificios para el servicio de la annona, de los cuarteles y el cuerpo de guardia de las tropas asegurando una seguridad de las estaciones comerciales, locales de la corporación portuaria, una bolsa de valores, hoteles y establecimientos más o menos conocidos.
Faros y torres indican el acceso al puerto. Sin duda, no se puede igualar en toda la antigüedad el faro de Alejandría, 135 metros de altura y compuesto por tres plantas. El trabajo fue comenzado por Ptolomeo I, pero murió antes de que el proyecto se terminara y se realizó por completo en el reinado de su hijo Ptolomeo II.

## El puerto, conjunto monumental
El puerto es, para los antiguos, un lugar monumental. Este carácter arquitectónico, como lo describe Jean Rougé, está presente desde la entrada y la puerta del mar del este, según su expresión, «una puerta casi triunfal». Vitrubio dice que el paso que conduce a la dársena está enmarcada por dos torres altas al final de los muelles: sin duda tienen un valor marítimo —indican a los marineros que vienen por el mar, donde se encuentra exactamente el paso, y por la noche se podía colocar un pequeño fuego como señal luminosa— y militar —donde con cadenas se cerraba el paso al puerto—, pero también tenían un cierto valor decorativo. Esta preocupación por la monumentalidad es muy perceptible en la descripción que hizo Flavio Josefo del puerto de Cesarea de Palestina:

La entrada al puerto estaba en el norte, porque en esta parte el viento del norte es el más tranquilo; con un «cuello de botella» en cada lado, tres colosos respaldan columnas: los de la izquierda en la entrada están soportados de una torre maciza y los de la derecha por dos bloques de piedra preparados y conectados entre sí, cuya altura es superior a la de la torre que se eleva en el otro lado.

Algunas de las instalaciones portuarias de propósito utilitario se pueden superar no únicamente las esculturas, sino también los arcos monumentales, como el gran muelle de Pozzuoli: esta escollera artificial de 372 metros de largo construida en pleno mar sobre pilares cuadrados, soporta dos arcos triunfos —uno adornado en su cima con cuatro tritones marinos y el otro con una cuadriga que probablemente tirando de Neptuno —) y dos columnas adornadas con estatuas que muestran la entrada al puerto.

## Puertos fluviales
Los puertos fluviales debían cumplir dos imperativos: proteger a los barcos de los peligros naturales de los ríos —inundaciones, atascos de hielo— y ofrecer buenas disposiciones para el tránsito de mercancías.

### Tipologías de puertos fluviales

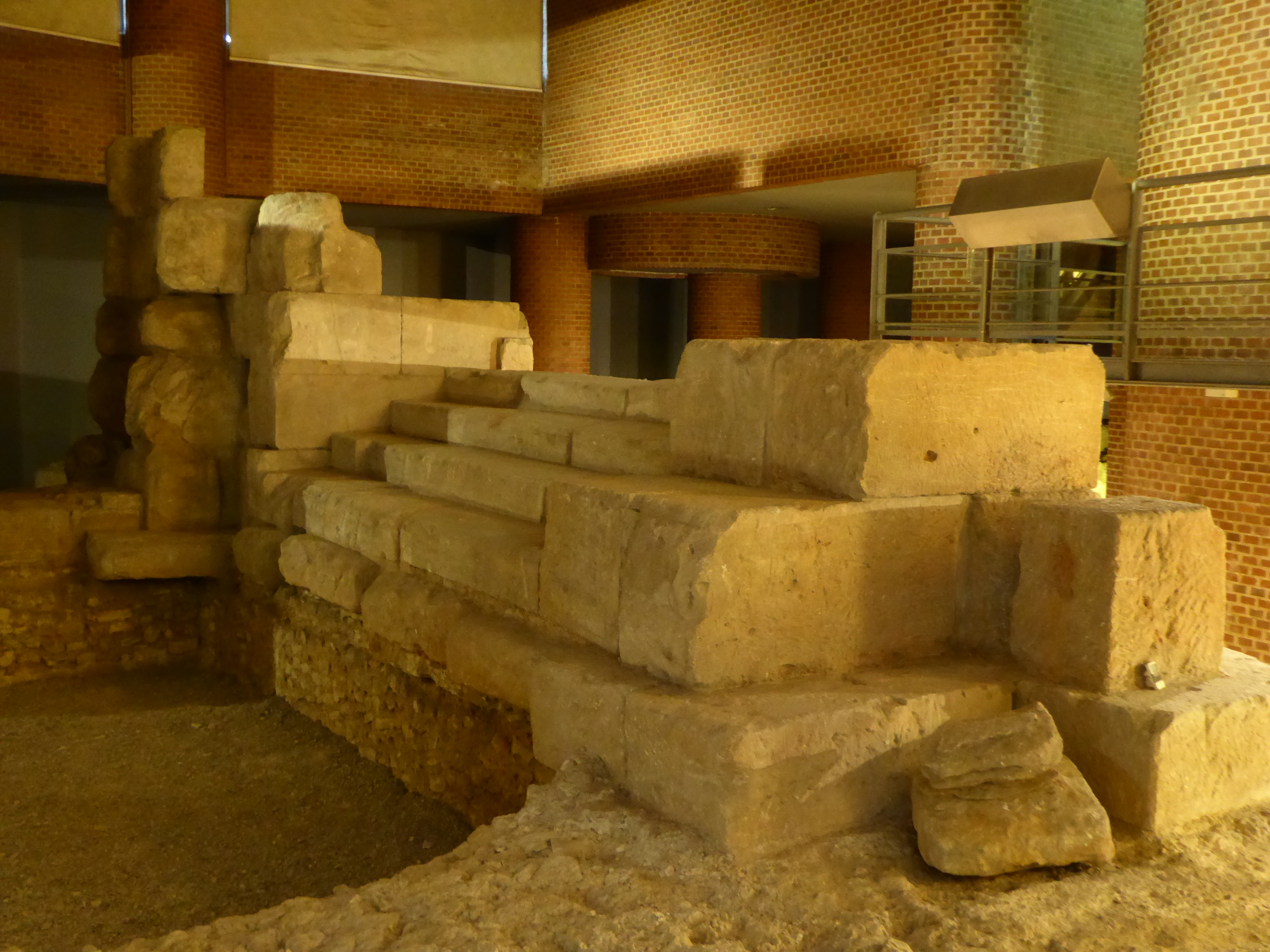
Escaleras del puerto fluvial de Caesaraugusta

Se distinguen diferentes tipos de instalaciones, a veces llamadas Portus. de acuerdo con su situación geográfica:
- puertos fluvio-marítimos o puertos de embocadura, generalmente un punto de transbordo, como los puertos de Narbona.
- los puertos lacustres, como el de Lattes, el puerto exterior de Montpellier.
- los puertos fluviales en sí, generalmente con instalaciones diferentes y más básicas —más o menos un amplio muelle dependiendo del tamaño de la ciudad a ser servida—. La estación del río está ubicada en un lugar protegido —para garantizar la seguridad de los barcos— y en un sitio en el cruce de las rutas fluviales y terrestres. Entre los puertos fluviales de cierta importancia se encontraba el puerto fluvial de Caesaraugusta en Zaragoza.[15]

### Desarrollo de los puertos fluviales
Para las ciudades representaban un mercado atractivo para los hombres de negocios y que consumían gran cantidad de mercaderías, Los trabajos de ampliación fueron realizados con la: construcción de muelles para operaciones de manutención, depósitos para almacenamiento, locales para personal del puerto. Los puertos más grandes tenían muelles, espigones y quizás plataformas flotantes y almacenes. En puertos más pequeños, se encontraban las barracas de madera (cannaba).